# أولغا رودريغيز
أولغا رودريغيز ناشطة من عرقية الشيكانو وعضو قيادي في حزب العمال الاشتراكي في الولايات المتحدة الأمريكية.
أصبحت رودريغيز أول من نشط في الكفاح من أجل حقوق أقلية الشيكانو العرقية في ولايتها تكساس ، حيث دعمت كفاح العمال الزراعيين في وادي ريو غراندي في الستينيات بينما كانت طالبة في مدرسة ثانوية في براونزفيل . في جامعة هيوستن ، انضمت إلى رابطة الطلاب المكسيكيين الأمريكيين ، والتي كانت جزءًا من الكفاح من أجل دراسات التشيكانو ، والتعليم ثنائي اللغة ، والعمل الإيجابي ، والانسحاب الأمريكي من فيتنام بعد أن اجتاحت الجنوب الغربي في أواخر الستينيات وأوائل السبعينيات . أثناء التحاقها بالجامعة ، انضمت أيضًا إلى تحالف الشباب الاشتراكي وساعدت في تنظيم المسيرة الأولى في هيوستن ضد الحرب.
بعد انتقالها إلى لوس أنجلوس للمساعدة في بناء فرقة للشيكانو و التي بلغت قوامها 4000 فرد في المظاهرة الهائلة التي اندلعت في سان فرانسيسكو عام 1971 ضد حرب فيتنام ، انضمت رودريغيز إلى فرع لوس أنجلوس للتحالف الوطني لقضايا إجهاض المرأة ، مما ساعد في تنظيم إجراءات تقنين الإجهاض.
كمرشحة لحزب العمال الاشتراكي لمنصب عمدة لوس أنجلوس عام 1973 وحاكم كاليفورنيا عام 1974 ، استخدمت رودريغيز حملاتها لدعم نضال العمال ونشرها ، بما في ذلك معارك نقابة عمال المزارع المتحدة .
عملت رودريغيز في اللجنة الوطنية لحزب العمال الاشتراكي من عام 1975 إلى عام 1988 ، وقامت بتوجيه عملها تضامنا مع حركة الشيكانو من عام 1975 إلى عام 1979. وشمل ذلك التعاون مع المكتب الجنوبي الغربي للمقاتلين ، الذي أنشئ في عام 1971 لتقديم تغطية في الوقت المناسب للتطورات في النضال من أجل تحرير الشيكانو.
قامت رودريجغز بتنسيق عمل SWP في الدفاع عن ثورة نيكاراغوا المنتصرة في عام 1979 ، وكذلك الجهود للتضامن مع العمال والمزارعين في السلفادور الذين يقاتلون ضد الديكتاتورية التي تدعمها الولايات المتحدة. كانت أيضًا نشطة في بناء التضامن مع الثورة الكوبية.
أولجا رودريجيز هي محرّرة كتاب «سياسة تشيكانو ليبرتيشن» ، التي نشرتها باثفايندر.

## روابط خارجية
- المجاهد ، ورقة أسبوعية لحزب العمال الاشتراكي
- كتب باثفايندر ، مكتبة حزب العمال الاشتراكي